# Vachonobisium intermedium
Espèce
Synonymes
- Gymnobisium intermedium Vitali-di Castri, 1963

Vachonobisium intermedium est une espèce de pseudoscorpions de la famille des Gymnobisiidae.

## Distribution
Cette espèce est endémique de la région de Santiago au Chili. Elle se rencontre vers Polpaico.

## Systématique et taxinomie
Cette espèce a été décrite sous le protonyme Gymnobisium intermedium par Vitali-di Castri en 1963. Elle est placée dans le genre Vachonobisium par Vitali-di Castri en 1970.

## Publication originale
- Vitali-di Castri, 1963 : La familia Vachoniidae (= Gymnobisiidae) en Chile (Arachnidea, Pseudoscorpionida). Investigaciones Zoológicas Chilenas, vol. 10, p. 27-82.